# Flickingeria macraei
Flickingeria macraei là một loài thực vật có hoa trong họ Lan. Loài này được (Lindl.) Seidenf. mô tả khoa học đầu tiên năm 1980.